# William J. Sparks
William Joseph Sparks (* 26. Februar 1905 in Wilkinson (Indiana); † 23. Oktober 1976 in Coral Gables) war ein US-amerikanischer Chemiker, der für die Entwicklung von Butylkautschuk in den USA bekannt ist.

## Leben und Werk
Sparks wuchs auf einer Farm auf und studierte an der Indiana University Bloomington mit dem Bachelor-Abschluss 1926 und dem Master-Abschluss 1929.  Er wurde 1936 an der University of Illinois in Chemie promoviert. 1929 bis 1934 arbeitete er bei DuPont Nemours in Niagara Falls in New York. 1936 wurde er Forschungschemiker bei Standard Oil of New Jersey (jetzt ExxonMobil)  in deren Forschungslaboratorien in Linden in New Jersey. Dort blieb er bis auf eine kurze Zeit 1939/40 als leitender Chemiker beim US-Landwirtschaftsministerium in Peoria in Illinois (wobei er die Entwicklung von Elastomeren (Norepol) aus Pflanzenölen initiierte). 1946 bis 1957 war er Direktor der chemischen Forschung  bei Exxon und danach bis zu seiner Pensionierung 1967 Scientific Advisor von Exxon, ein damals neu geschaffener Posten, der als höchste Auszeichnung für Wissenschaftler bei Exxon galt.
Sparks befasste sich insbesondere mit Erdölchemie und Chemie von Kautschuk. 1937 entwickelte er bei Standard Oil mit Robert M. Thomas Butylkautschuk. Im Gegensatz zur Mehrzahl der Konkurrenten auf dem Gebiet des synthetischen Kautschuks gingen sie dabei über die Verwendung von Dienen wie Isopren hinaus durch Co-Polymerisatioin mit Isobuten.  Die Patentanmeldung erfolgte im selben Jahr (1937), kommerziell erhältlich war es 1943. Er fand wegen seines luftdichten Abschlusses viel Verwendung in der Reifenindustrie schon während des Zweiten Weltkriegs für das US-Militär. In Deutschland erfolgte die Nutzung von Isobuten im kautschukartigen Polyisobutylen (PIB) ab 1931 durch BASF (Oppanol). Dies wurde von Sparks und Thomas zu Butylkautschuk (IIR) weiterentwickelt. In den 1950er und 1960er Jahren wurden verbesserte halogenierte Butylkautschuke (Halobutyl) entwickelt (von Thomas u. a.), das zum wichtigsten Material für Reifenschläuche wurde.
Er hielt rund 145 Patente, nicht nur auf Polymere, sondern auch unter anderem auf Treibstoffe, Benzin-Zusatzstoffe, Verpackungsfilme, Oxidantien.
1954 erhielt er die Goldmedaille des American Institute of Chemists, 1964 die Perkin Medal, 1963 die Charles Goodyear Medal, 1965 die Priestley-Medaille und 1970 den Chemical Pioneer Award. Er war Ehrendoktor der Indiana University und der Michigan Technological University. 1967 wurde er in die National Academy of Engineering aufgenommen. 1966 war er Präsident der American Chemical Society, wobei er sich für soziale Verantwortung von Wissenschaftlern einsetzte, die nach Sparks schon in der Universitätsausbildung gefördert werden sollte. Er war Vorsitzender der Abteilung Chemie des National Research Council.
1999 wurde er mit Thomas in die International Rubber Science Hall of Fame aufgenommen. 2016 wurde er in die National Inventors Hall of Fame aufgenommen.